# The New England Journal of Medicine
Die Zeitschrift The New England Journal of Medicine (kurz: New Engl J Med oder NEJM) ist eine der angesehensten medizinischen Fachzeitschriften. Das Journal erscheint wöchentlich in englischer Sprache und behandelt alle Teilgebiete der Medizin mit einem gewissen Schwerpunkt im Bereich der inneren Medizin. Herausgeber des NEJM ist die Massachusetts Medical Society. Im Laufe seiner Geschichte wurden in dieser Zeitschrift wiederholt bahnbrechende medizinische Arbeiten veröffentlicht.
Am Anfang jeder Ausgabe stehen die Originalartikel. Dann folgt eine Rubrik Bilder aus der Medizin. Danach kommen zusammenfassende Artikel, die eine Übersicht über ein Problemgebiet bieten. Alle Artikel werden vor dem Erscheinen von Fachgutachtern im Peer-Review-Verfahren geprüft. Des Weiteren enthält die Zeitschrift medizinische Fallbeschreibungen (Case records) aus dem Massachusetts General Hospital, ein oder mehrere Editorials und Leserzuschriften sowie seit kurzer Zeit als Online-Ergänzungen die sogenannten „Videos in Clinical Medicine“, in denen im klinischen Alltag häufig angewendete Prozeduren dargestellt werden. Außerdem erscheint jede Woche eine kostenlos abrufbare Audioversion mit einer Zusammenfassung der aktuellen Ausgabe.
Die Abstracts der Originalarbeiten sind für Nichtabonnenten online verfügbar, die Volltexte erst sechs Monate nach der Veröffentlichung, beginnend ab 1990. Abonnenten haben Zugriff auf alle Volltexte bis 1990. Das Online-Archiv der Zeitschrift umfasst alle früheren Jahrgänge ab 1989 zurück bis zur Gründung 1812 und ist für institutionelle Abonnenten frei zugänglich, für Einzelabonnenten nur begrenzt, und für Nichtabonnenten nur gegen Bezahlung. Das gesamte Archiv bis 1989 umfasst nach Eigenangaben 8498 Ausgaben mit 486.434 Seiten, 145.969 Artikel und über 75.000 Bilder. Laut ISI Web of Knowledge lag im Jahr 2021 der Impact Factor bei 176,079, damit liegt die Zeitschrift in der Kategorie allgemeine und innere Medizin an zweiter Stelle (von 172 Zeitschriften, hinter der Zeitschrift Lancet).
Das NEJM erzielt mit rund 200.000 Exemplaren die höchste verkaufte Auflage aller medizinischen Fachzeitschriften. Darüber hinaus erreicht die Online-Version des Journals etwa 300.000 bis 400.000 Leser wöchentlich.

## Geschichte
1812 gründete der am Massachusetts General Hospital tätige Chirurg John Collins Warren das vierteljährlich erscheinende New England Journal of Medicine, Surgery and Collateral Branches of Science. Der erste Artikel, Remarks on angina pectoris, stammte von Warren. Die Zeitschrift nannte sich 1827 kurzfristig New England Medical Review and Journal. 1828 wurde die Zeitschrift mit dem wöchentlich erscheinenden Boston Medical Intelligencer zum ebenfalls wöchentlich erscheinenden Boston Medical and Surgical Journal vereint. 1914 wurde das Journal das offizielle Organ der Medical Societies der US-Staaten Massachusetts, New Hampshire und Vermont. Es wurde schließlich 1928 für den Preis von einem Dollar an die Massachusetts Medical Society verkauft und erhielt erneut den Namen New England Journal of Medicine.
Zu wichtigen Veröffentlichungen der Zeitschrift gehören:
- Die erste Beschreibung 1846 einer Ethernarkose durch H. J. Bigelow: Insensibility during surgical operations produced by inhalation;[5]
- ein erster Bericht von Sidney Farber und Kollegen 1948 über die ersten Behandlungserfolge der bis dahin unheilbaren Leukämie bei Kindern: Temporary remissions in acute leukemia in children produced by folic acid antagonist, 4-Aminopteroyl-Glutamic Acid (Aminopterin);[6]
- Arbeiten über den Transport von Fetten in Lipoproteinen und Störungen des Fettstoffwechsels.[7]

Im Oktober 2020 veröffentlichte die Zeitschrift ein von allen Redakteuren unterschriebenes gesundheitspolitisches Editorial, in dem explizit der Regierung des amtierenden Präsidenten Donald Trump das Vertrauen abgesprochen wurde aufgrund deren Fehler im Umgang mit der COVID-19-Pandemie. Bis dahin gehörten politische Stellungnahmen nicht zur Themenwahl der Zeitschrift.